# La sombra del buitre

Roxelana y el sultán Suleimán el Magnífico, personajes del relato. Pintura del autor barroco Anton Hickel (1780)

La sombra del buitre (en inglés, The Shadow of the Vulture) es un relato corto de Robert E. Howard publicado por primera vez en la revista pulp The Magic Carpet en enero de 1934. Está ambientado en el sitio de Viena.
Los personajes principales son Gottfried von Kalmbach, caballero de la Orden de San Juan y Red Sonya of Rogatino (o Sonya la Roja en castellano), cuyo nombre, más de treinta años después de la muerte de Howard, sería utilizado por el guionista de historietas Roy Thomas para bautizar a un personaje de su creación, Red Sonja. Contrapartida femenina del Conan de ciertas colecciones de historieta de los años 70, Red Sonja se convertiría en poco tiempo en el prototipo de guerrera en bikini de cota de malla. Pero la Red Sonya de Howard (personaje de ficción histórica situado en el siglo XVI) poco o nada tiene que ver con la Red Sonja de Thomas (personaje de cómics de Espada y brujería concebido para ser situado en la Era Hiboria, una época ficticia y no histórica).
Al contrario que sucede con otras obras de Robert E. Howard, la sombra del buitre es una ficción histórica.  La acción se desarrolla en el siglo XVI, entre la batalla de Mohács (1526) y el sitio de Viena (1529) por Suleimán el Magnífico.
El relato pone en evidencia la revolución tecnológica de la pólvora, que hizo que los caballeros de la Edad Media quedaran anticuados.
- Datos: Q7763582